# Нектарий (Самарджич)
Епи́скоп Некта́рий (серб. Епископ Нектарије, в миру Ратко Самарджич, серб. Ратко Самарџић; род. 18 мая 1983, Сараево) — епископ Сербской православной церкви, епископ  Британско-Ирландский (с 2024).

## Биография
Родился 18 мая 1983 года в Сараево в семье отца Немани (†2009) и матери Нады (урожденной Ремич). В начальную школу он поступил в Сараеве, а закончил в Гётеборге (Королевство Швеция), куда его семья переехала из-за военных событий 1990-х годов.
По благословению епископа британско-скандинавского Досифея (Мотики) поступил в Духовную семинарию Святых Трёх Святителей (ныне святого Петра Дабробосанского) в Фоче, которую окончил в 2003 году. После окончания семинарии епископ Досифей направил его на богословскую стажировку в Москву, где он в 2006 году окончил Московскую духовную академию.
1 июня 2007 года в храме святых Кирилла и Мефодия в Мальмё по благословению епископа Досифея пострижен в малую схиму с наречением имени Нектарий в честь святого Нектария Эгинского. 2 июня рукоположен в сан иеродиакона, а 16 июня того же года в сан пресвитера в монастыре Покрова Пресвятой Богородицы в Смедьериде. Временно служил приходским священником в храме святых Кирилла и Мефодия в Мальмё. По благословению епископа Досифея некоторое время работал в Центре христианских исследований «Билда», где участвовал в различных консультациях, лекциях и встречах со всеми христианскими конфессиями в Королевстве Швеция.
3 мая 2009 года епископ Досифей назначил иеромонаха Нектария настоятелем вновь основанного монастыря святого Георгия в Улуфстрёме, в юго-восточной шведской области Блекинге, где ему удалось организовать монастырскую жизнь и обустроить монастырский комплекс. 10 сентября 2011 года, во время освящения нового иконостаса в монастыре святого Георгия, епископ Досифей удостоил иеромонаха Нектария сана протосинкелла, после чего он был направлен в Афины для дальнейшего богословского обучения.
21 июля 2013 года в монастыре Покрова Пресвятой Богородицы был возведён в достоинство архимандрита и назначен настоятелем прихода святого Стафана Дечанского в Гётеборге.
В 2016 году закончил богословский факультет Университета имени Каподистрии в Афинах, защитив диссертацию на тему «Евхаристический спор в поствизантийский период». Он продолжает своё образование в аспирантуре Университета Аристотеля в Салониках под руководством священника Василия Калиягманиса, защитив 4 апреля 2019 года в Салониках диссертацию «Пасторские аспекты экклезиологии святого Нектария Эгинского». Во время своего пребывания в Греции он часто останавливался на Афоне, где познавал монашескую жизнь у источника Святого Саввы в Святом монастыре Хиландару, где беспрерывно провёл два года, живя в братстве, служа в том афонском монастыре.
По приглашению епископа Британо-Скандинавского Досифея приехал из Монастыря Хиландар в Швецию и 24 ноября 2020 года был назначен на должность настоятеля храма святого Стефана Дечанского в Гётеборге с поручением улучшение духовной жизни в городе на Готе с омолодившейся священнической братией на юго-западе Шведского королевства.
В октябре 2021 года архимандрит Нектарий уехал служить в Сербскую Патриархию в Белграде, где стал сотрудником Управления межцерковных отношений Священного Архиерейского Синода.
23 мая 2022 года на очередном заседании Священного Архиерейского Синода в крипте храма-памятника святого Саввы в Белграде был избран епископом Егарским, викарием Сербского Патриарха.
26 ноября 2022 года в Соборном храме Святого архангела Михаила в Белграде Патриарх Сербской Порфирий возглавил наречение архимандрита Нектария во епископа Егарского, викария Патриарха Сербского.
27 ноября 2022 года в храме-памятнике святого Саввы на Врачаре состоялась его архиерейская хиротония, которую совершили: Патриарх Сербской Порфирий, епископ Бачский Ириней (Булович), епископ Британско-Скандинавский Досифей (Мотика), епископ Враньский Пахомий (Гачич), епископ Шумадиский Иоанн (Младенович), епископ Браничевский Игнатий (Мидич), епископ Зворницко-Тузланский Фотий (Сладоевич), епископ Милешевский Афанасий (Ракита), епископ Дюссельдорфский и Германский Григорий (Дурич), епископ Полошско-Кумановский Иоаким (Йовческий), епископ Крушевацкий Давид (Перович), епископ Нишский Арсений (Главчич), епископ Осечкопольский и Бараньский Херувим (Джерманович), епископ Валевский Исихий (Рогич), епископ Будимлянско-Никшичский Мефодий (Остоич), епископ Западноевропейский Иустин (Еремич), епископ Гераклейский Климент (Божиновский) (Македонская православная церковь), епископ Ремезианский Стефан (Шарич), епископ Мохачский Дамаскин (Грабеж), епископ Марчанский Савва (Бундало), епископ Хвостанский Алексий (Богичевич) и епископ Новобрдский Иларион (Лупулович).
18 май 2024 года Архиерейский Собор Сербской Православной Церкви избрал его епископом созданной тогда же Британо-Ирландской епархии со штаб-квартирой в Лондоне.